# Thecla rinde
Thecla rinde är en fjärilsart som beskrevs av Dyar 1916. Thecla rinde ingår i släktet Thecla och familjen juvelvingar. Inga underarter finns listade i Catalogue of Life.